# Moselfähre Beilstein
Die Moselfähre Beilstein ist eine Hochseil-Gierfähre für Fußgänger, Fahrradfahrer und Kraftfahrzeuge auf der Mosel. Sie verkehrt saisonal von Ostern bis Ende Oktober zwischen Beilstein am rechten und Ellenz-Poltersdorf am linken Flussufer, beides Ortsgemeinden innerhalb der Verbandsgemeinde Cochem in Rheinland-Pfalz. Schwerpunkt des Fährbetriebes ist der Freizeitverkehr.

## Lage
Die Fährstelle befindet sich bei Flusskilometer 61,15.
Koordinaten: 50° 6′ 38″ N, 7° 14′ 15″ O
Die nächsten Überquerungsmöglichkeiten über die Mosel befinden sich flussaufwärts über die Moselbrücke Senheim bei Senheim (Landesstraße L 98) und flussabwärts über die Brücke nördlich von Bruttig-Fankel (ebenfalls L 98).

## Aktueller Fährbetrieb

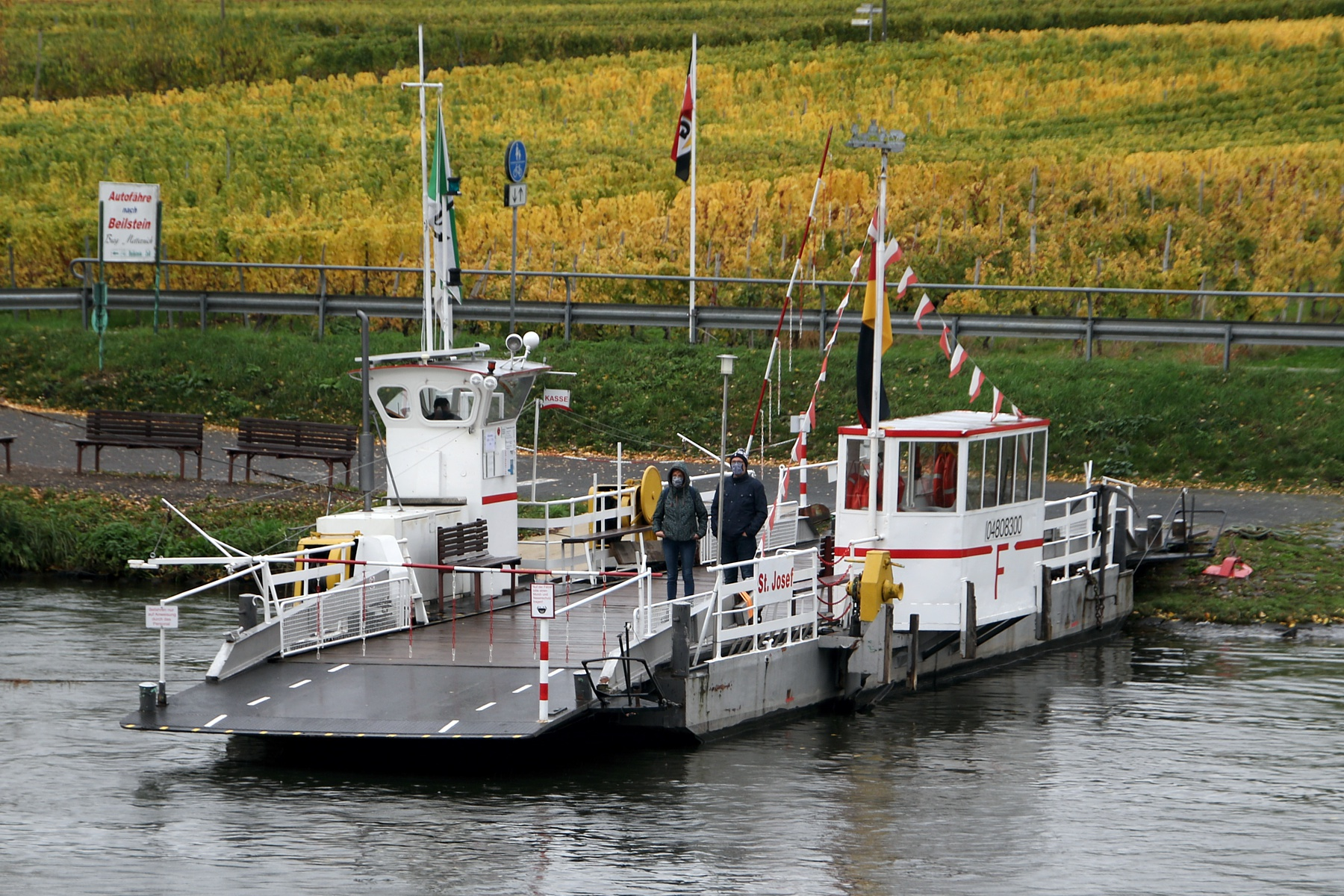
Die Fähre St. Josef (2020)

Die heute eingesetzte Fähre St. Josef hat eine Länge von 22,4 Metern und eine Breite von 7,2 Metern. Ihre zugelassene Transportkapazität beträgt 6 Tonnen bzw. bis zu 50 Personen und drei oder vier Pkw (je nach Größe) oder ein Traktor oder Lkw mit bis zu 4 Tonnen Gewicht.
Betreiberin der Fähre ist die Personenschifffahrt Gebr. Kolb. Als Gierseilfähre wird das Schiff teilweise durch die Strömung angetrieben; da die Strömung der aufgestauten Mosel nicht mehr ausreichend genug ist, um die Fähre zügig zur anderen Seite zu bringen, hilft dabei ein Motor.
Die Fähre verkehrt saisonal von Ostern bis Ende Oktober, täglich von 9 bis 12 Uhr und von 13 bis 18 Uhr, nach Bedarf. Die Überfahrt zwischen den beiden Fähranlegern dauert drei bis vier Minuten.